# Shehri (jezik)
Shehri jezik (geblet, sheret, sehri, shahari, jibali, jibbali, ehkili, qarawi; ISO 639-3: shv), jedan od šest južnoarapskih jezika kojega na jugozapadu Omana govore plemena Qara (Ehkelô), Shahra, Barahama, Bait Ash-Shaik i nekih Bathira, popularno poznati kao Shahri. 
Postoje tri dijalekta centralni, istočni i zapadni. U novije vrijeme sve više se nameće dhofarski arapski, jedan od arapskih jezika u Omanu. Populacija: 25 000 (1993).

## Vanjske poveznice
- Ethnologue (14th)
- Ethnologue (15th)